# El Pinar (Granada)
El Pinar és un municipi de la província de Granada, amb una superfície de 37,91 km², una població de 1119 habitants (2004) i una densitat de població de 29,52 hab/km².